# Illadopsis rufescens
Illadopsis rufescens là một loài chim trong họ Pellorneidae.